# Фуканъань
Фуканъань (кит. упр. 福康安, пиньинь Fúkāng'ān; 1753—1796) — маньчжур жёлтого с каймой знамени из рода Фуча, один из любимых генералов императора Айсиньгёро Хунли.

## Биография
Фуканъань был сыном Фухэна — одного из императорских сановников, младшего брата первой жены императора (ходили слухи, что Фуканъань был незаконным сыном самого императора, но они никогда не были подтверждены). С 1771 года стал служить в охране императора, через несколько лет стал главнокомандующим жёлтого с каймой знамени.
В 1771 году восстали тибетские племена тубо, проживавшие в районах Сяоцзиньчуань и Дацзиньчуань провинции Сычуань. Первая посланная на их усмирение армия, которой командовал Вэнь Фу, была разбита в 1773 году, её командующий был убит в бою, а солдаты разбежались. После этого главнокомандующим по усмирению тубо был назначен Фуканъань. Его войска несли колоссальные потери, преодолевая воздвигнутую тибетцами с использованием рельефа местности оборону, но к 1776 году окончательно усмирили население обоих районов, превращённых в специальные округа провинции Сычуань. После этого Фуканъань был назначен главой монгольского белого с каймой знамени.
В 1777—1780 годах Фуканъань был Гиринским и Фэнтяньским главнокомандующим, возглавляя войска в «священной столице» маньчжуров. После этого он назначался наместником различных наместничеств: Юньгуй (провинции Юньнань и Гуйчжоу), Сычуань, Шэньгань (Шэньси и Ганьсу), Миньчжэ (Фуцзянь и Чжэцзян), Лянгуан (Гуандун и Гуанси). В 1784 году он отличился при подавлении восстания мусульман в Ганьсу.
В 1787 году «Общество Неба и Земли» организовало восстание на острове Тайвань. Повстанцы создали свой государственный аппарат и провозгласили восстановление порядков и обычаев империи Мин. Первая карательная экспедиция против восставших окончилась провалом, и поэтому на Тайвань был отправлен Фуканъань. К концу 1787 года на острове под его руководством действовала 100-тысячная армия из «знамённых» частей и отборных войск семи провинций, которая полностью разгромила восставших.
В 1788 году непальские гуркхи вторглись в Тибет. Будучи не в состоянии отразить их вторжение, Тибет обратился за помощью к своему сюзерену — империи Цин, и ему на помощь была отправлена 70-тысячная армия во главе с Фуканъанем. Фуканъань не только выбил гуркхов из Тибета, но и сам вторгся в Непал, вынудив гуркхов подписать мирный договор у стен Катманду.

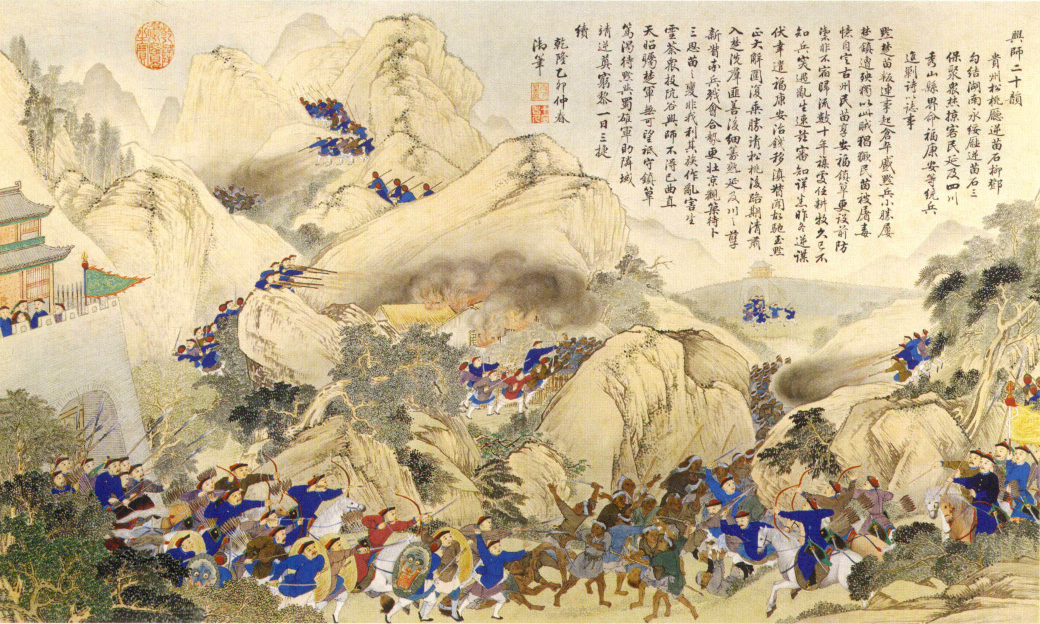
Бой цинских войск с восставшими мяо

В 1795 году в области Тунжэнь провинции Гуйчжоу восстали племена мяо во главе с Ши Людэном, к ним присоединились и мяо из соседней провинции Хунань. Мяо в короткий срок свергли цинскую власть в обширном районе на стыке провинций Гуйчжоу, Хунань и Сычуань. Маньчжуры ввели военное положение в прилегающих к этому району областях, и двинули на подавление восстания войска этих трёх провинций, а также отборные части из провинций Юньнань и Хубэй; подавление восстания было возложено на наместника Юньгуя Фуканъаня и наместника Сычуани Хэлиня. Во время подавления восстания, летом 1796 года Фуканъань скончался.
В знак признания заслуг император посмертно присвоил Фуканъаню титул «цзюньван».